# آندره کیلیان
آندره کیلیان (انگلیسی: André Kilian؛ زادهٔ ۱۸ مهٔ ۱۹۸۷) بازیکن فوتبال اهل آلمان است.
از باشگاه‌هایی که در آن بازی کرده‌است می‌توان به باشگاه فوتبال شالکه ۰۴ اشاره کرد.